# Elachista megagnathos
Elachista megagnathos is een vlinder uit de familie grasmineermotten (Elachistidae). De wetenschappelijke naam is voor het eerst geldig gepubliceerd in 1990 door Sruoga.
De soort komt voor in Europa.